# Oberliga Südwest 1954/55
In 1954/55 werd het tiende kampioenschap gespeeld van de Oberliga Südwest, een van de vijf hoogste klassen in het West-Duitse voetbal. Kaiserslautern werd kampioen en plaatste zich voor de eindronde om de landstitel. Voor het eerst mocht ook de vicekampioen van Südwest naar de eindronde, bij de andere Oberliga's, uitgezonderd die van Berlijn, mochten de vicekampioenen al enkele jaren deelnemen aan de eindronde. Worms verloor van TuS Bremerhaven 93, maar maakte toch nog kans op de groepsfase in een beslissende wedstrijd tegen SSV Reutlingen, die ze wonnen. In groepsfase werden ze laatste. Kaiserslautern werd groepswinnaar en plaatste zich voor de finale, die ze met 4-3 verloren van Rot-Weiß Essen.

## Eindstand
| Plaats | Club                         | Wed. | W  | G  | V  | Saldo | Ptn. |
| ------ | ---------------------------- | ---- | -- | -- | -- | ----- | ---- |
| 1.     | 1. FC Kaiserslautern (K)     | 30   | 23 | 4  | 3  | 96:42 | 50   |
| 2.     | VfR Wormatia Worms           | 30   | 16 | 9  | 5  | 80:38 | 41   |
| 3.     | 1. FC Saarbrücken            | 30   | 18 | 5  | 7  | 82:51 | 41   |
| 4.     | TuS Neuendorf                | 30   | 17 | 6  | 7  | 79:38 | 40   |
| 5.     | FK Pirmasens                 | 30   | 18 | 3  | 9  | 70:45 | 39   |
| 6.     | SV Phönix 03 Ludwigshafen    | 30   | 15 | 9  | 6  | 60:39 | 39   |
| 7.     | TuRa 1882 Ludwigshafen       | 30   | 14 | 6  | 10 | 57:52 | 34   |
| 8.     | VfR Frankenthal              | 30   | 13 | 3  | 14 | 47:66 | 29   |
| 9.     | SV Saar 05 Saarbrücken       | 30   | 6  | 13 | 11 | 43:56 | 25   |
| 10.    | Borussia VfB Neunkirchen     | 30   | 8  | 9  | 13 | 37:50 | 25   |
| 11.    | SV Eintracht Trier 05        | 30   | 10 | 4  | 16 | 45:59 | 24   |
| 12.    | VfR Kaiserslautern           | 30   | 8  | 6  | 16 | 47:76 | 22   |
| 13.    | Eintracht Bad Kreuznach (N)  | 30   | 7  | 7  | 16 | 43:75 | 21   |
| 14.    | 1. FSV Mainz 05              | 30   | 8  | 4  | 18 | 51:64 | 20   |
| 15.    | FV Speyer                    | 30   | 6  | 5  | 19 | 45:70 | 17   |
| 16.    | Sportfreunde Saarbrücken (N) | 30   | 4  | 5  | 21 | 31:92 | 13   |

|  | Kampioen, geplaatst voor nationale eindronde |
|  | Geplaatst voor nationale eindronde           |
|  | Degradatie                                   |